# 大奥チャカポン!
『大奥チャカポン!』（おおおくチャカポン!）は、まいたけによる日本の漫画作品。『月刊コミック電撃大王』（アスキー・メディアワークス）にて連載された。単行本は全2巻。

## あらすじ
時は現代、ところはお江戸。黒船来航後も鎖国を続けて独特の発展を遂げた日本。乙女だらけの大奥「花組」にやってきた金髪少女のソラの目的は「打倒将軍」だった。ソラの大暴れに見習い女中のたまやその仲間達も巻き込まれ、はちゃめちゃコメディーが幕を開ける。

## 登場人物
たま
見習い女中でツッコミ役。真面目な性格のせいか個性ある性格の先輩女中や新人ソラの世話役で苦労している。掃除・炊事などの家事は一通り出来る。
ソラ・ニャンダー
本州南のストコドコイ藩ニャンダー家の一人娘としてやってきた新人女中。片言の日本語を喋るなど、明らかに外国人だが日本人と言い切っている。運動神経抜群でスイーツもプロ及の腕前を持っている。徳川将軍の打倒を目指しているが…?
桜乃（さくらの）
同性愛者。物腰の軽いおっとりした女性で後輩女中達からの人気は高い。お気に入りの女中には手を出しすぎるため、世話親として面倒を見ている杏からは嫌われている。酒癖が悪い。
杏（あんず）
ドSなツインテールの眼鏡っ子。頭が良く、仕事に必要な資料も全て記憶するほど。そのため、極端に栄養の燃費が悪く甘い物をしょっちゅう食べており、食べるのをやめると心停止する。桜乃によく襲われそうになる。
墨（すみ）
大奥「花組」の芸達者で卸次頭。ほとんど寝ていることが多く、無理やり起こそうとしてもなかなか起きない。時折、忍者としても動くなど謎の多い人物。

## 単行本
1. 1巻 - 2010年2月26日発売
2. 2巻 - 2010年11月27日発売